# Ekuanitshit
Ekuanitshit (innu-aimun) eller Mingan är ett reservat för innu och en by i provinsen Québec i Kanada. Det ligger i regionen Côte-Nord, i den östra delen av landet, 1 000 km nordost om huvudstaden Ottawa.